# Chrysiridia crameri
Chrysiridia crameri är en fjärilsart som beskrevs av J. Peter Maassen 1879. Chrysiridia crameri ingår i släktet Chrysiridia och familjen Uraniidae. Inga underarter finns listade i Catalogue of Life.